# Донакс исчерченный
Донакс исчерченный (Donax semistriatus) — вид двустворчатых моллюсков (Bivalvia) из семейства Донацидов (Donacidae).
Впервые описан итальянским учёным Джузеппе Саверио Поли в 1795 г.

## Описание
Раковина удлиненно-треугольная, с закругленным передним и прямым задним краями. Макушка маленькая, мало выступающая, сильно сдвинута назад. Задняя часть раковины отделена довольно резким килевым перегибом. Поверхность передней части створки с очень тонкой радиальной исчерченностью; задняя часть покрыта тонкими пластинчатыми концентрическими ребрышками. Передний кардинальный зуб правой створки валиковидный тонкий, задний треугольный, раздвоенный на конце. Кардинальные зубы левой створки почти одинаковые. Латеральных зубов на левой створке два (передний и задний), на правой один (задний). Передний мускульный отпечаток овальный, задний округлый. Синус широкий, овальный, доходящий до середины створки. Окраска от белой, желтой или бурой до почти фиолетовой с тремя более светлыми радиальными полосами; внутренняя поверхность лиловая, особенно по краям створки. Длина раковины до 30 мм, высота — до 10, ширина — до 5 мм.

## Ареал и местообитание
Вид распространён в Средиземном и Чёрном морях. В Черном море обычен на песчаных грунтах на глубине до 65 м.